# Jin Li

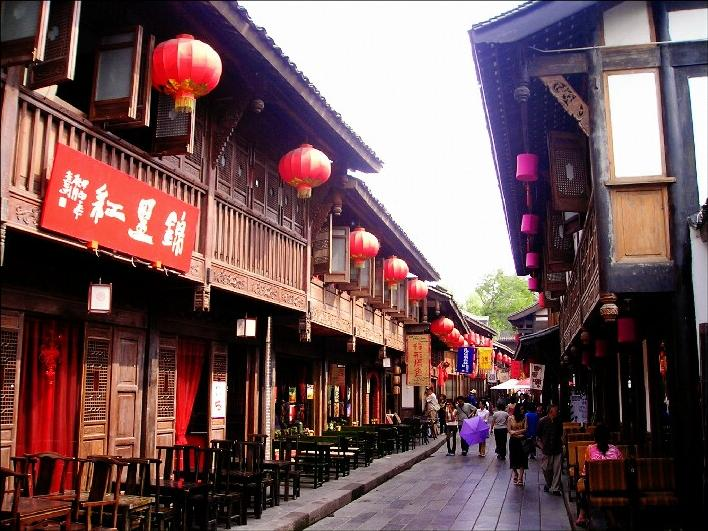
Jinli Street

Jin Li (锦里古街S, jǐnlǐ gǔjiēP) è una strada di Chengdu, Sichuan, Cina. La strada è lunga circa 550 metri. Fa parte del Tempio del Marchese e gli edifici sono in stile Dinastia Qing. Il tema è la cultura dei tre regni, una tradizione popolare tradizionale. Ci sono molti bar, pensioni, negozi di snack e negozi di souvenir. La strada è stata rinnovata nel 2004. Nel 2005, Jinli è stata nominata "National Top Ten City Commercial Pedestrian Street". Nel 2006, Jinli è stata nominata "Base di dimostrazione nazionale dell'industria culturale" dal Ministero della Cultura. Ci sono circa 18.000.000 di visitatori all'anno. Soprattutto nel Festival di Primavera, sempre più persone vengono a visitare "Big Temple Fair".